# Каваклыдере
Каваклыдере (тур. Kavaklıdere) — город и район в провинции Мугла (Турция). Находится в 52 км от города Мугла.  По данным на 2023 год численность населения составляет 10 909 человек.
Выделен в отдельный район из района Ятаган в 1990 году. В административном отношении район разделен 3 городских муниципалитета и 8 деревенских поселений. Население занято преимущественно в сельском и лесном хозяйстве, ремесленном производстве, добыче и переработке мрамора. 
В районе Каваклыдере преобладают железисто-магниевых метаморфических породы. Отложения мрамора в окрестностях города сформировались триасовом периоде.